# Château de la Valade
Le château de la Valade est un château français implanté sur la commune de Bourdeilles dans le département de la Dordogne, en région Nouvelle-Aquitaine.

## Présentation
Le château de la Valade se situe au nord-ouest du département de la Dordogne, à 200 mètres des routes départementales 2 et 106E1, au sud-ouest de la commune de Bourdeilles. Il domine d'une vingtaine de mètres le vallon du ruisseau de la Valade, affluent de la Donzelle et sous-affluent de la Dronne.
C’est une propriété privée.

## Historique
Repaire noble au XVe siècle, le château actuel des XVIIe et XVIIIe siècles servit de lycée agricole dans la seconde moitié du XIXe siècle.

## Architecture
Il se compose d'un logis flanqué au nord-ouest et au sud-est par deux tours. Un pigeonnier est également présent au sud-est.

## Galerie de photos

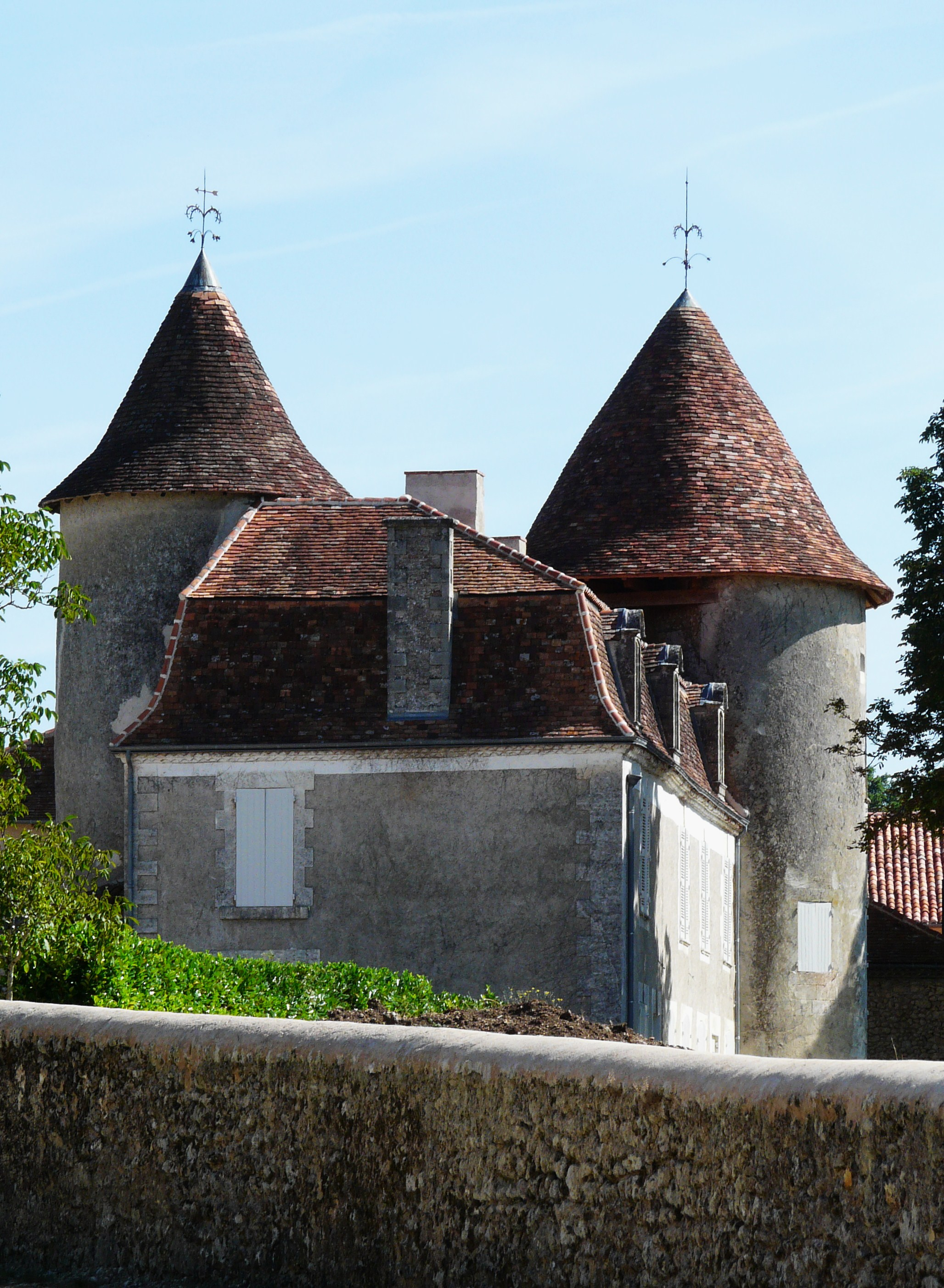
Le côté ouest du château
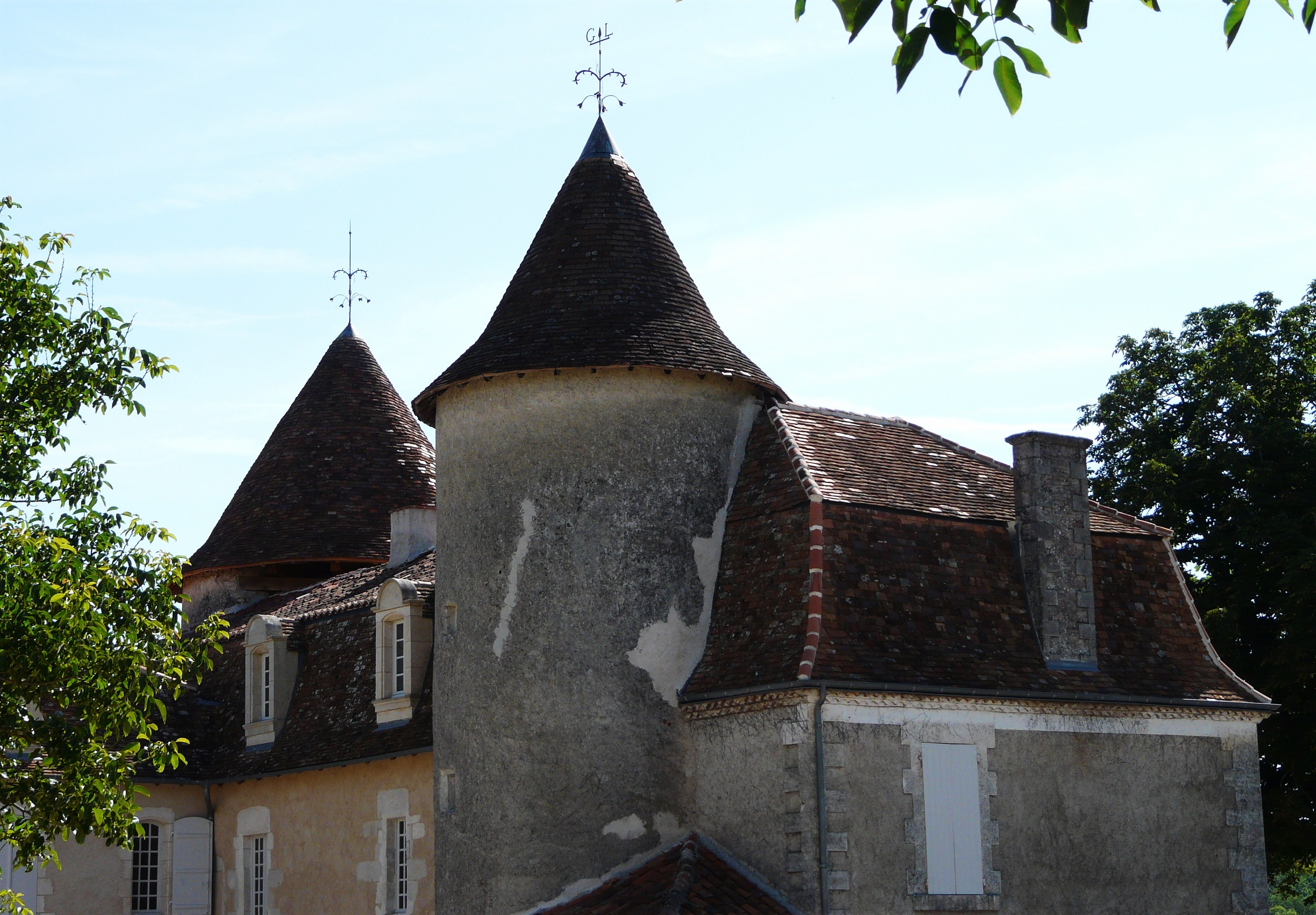
L'angle nord-ouest
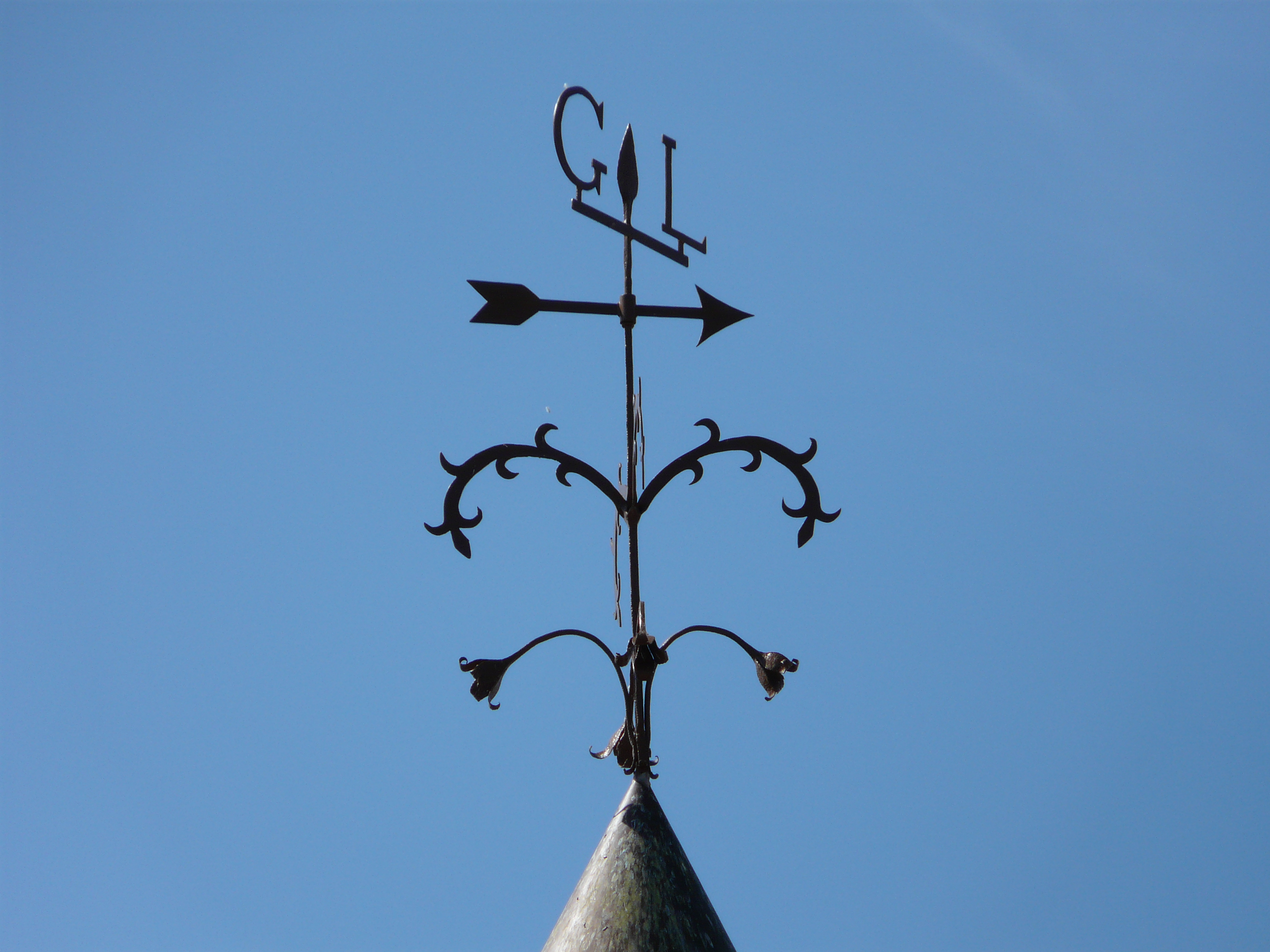
La girouette
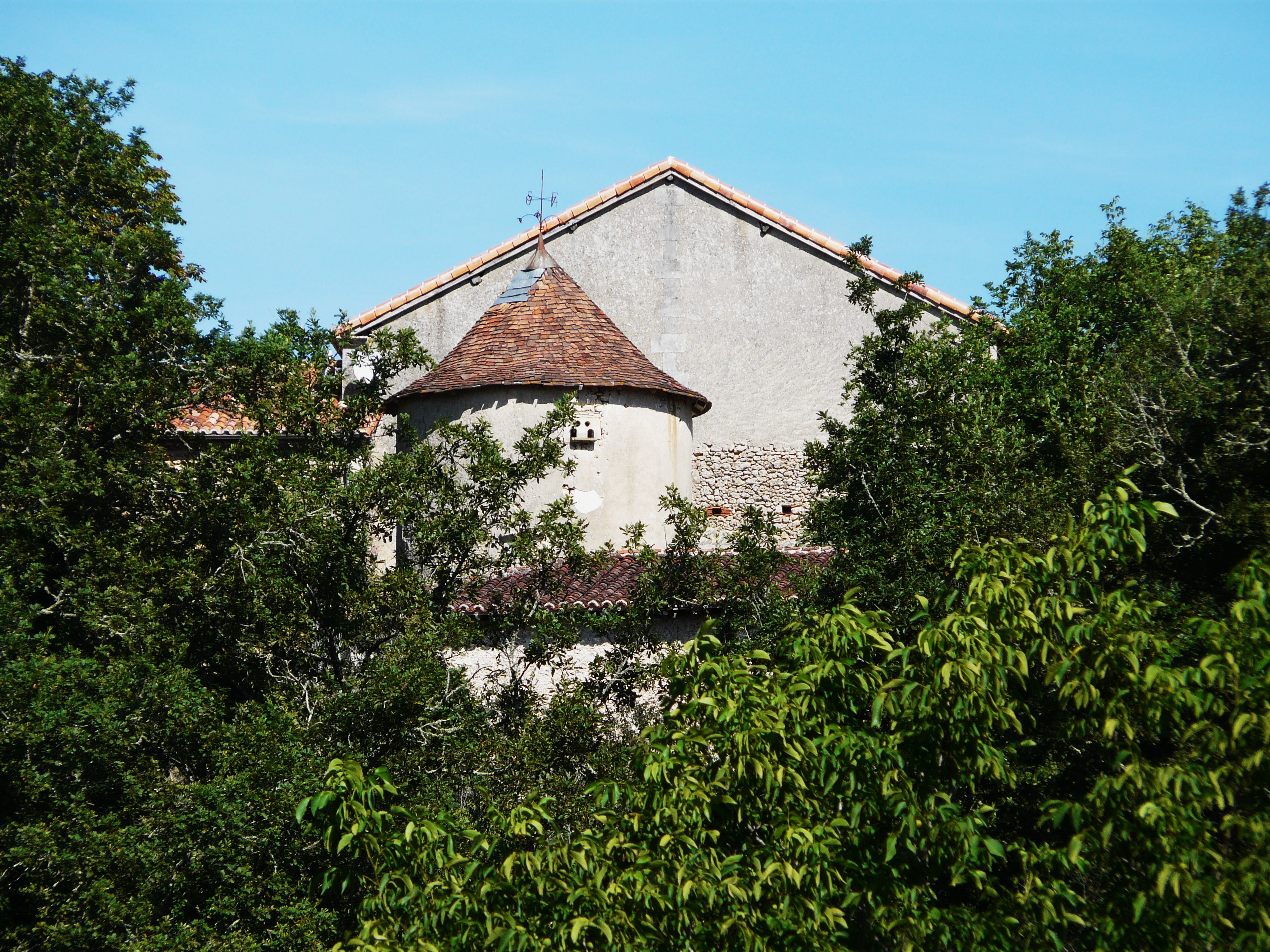
Le pigeonnier